# Teofil Różański
Teofil Różański (ur. 7 kwietnia 1863 w Zabrzu, zm. w 1940 roku) – polski rolnik, działacz społeczny i spółdzielczy, polityk, poseł na Sejm Śląski III kadencji w II RP. Marszałek senior III kadencji Sejmu Śląskiego.

## Życiorys
Dzieciństwo spędził w Zabrzu, gdzie ukończył szkołę. Przez pewien czas pracował jako górnik. Następnie nabył 300-hektarowy majątek Gaszynka w Glinicy i zajął się rolnictwem. Działał na rzecz przyłączenia swojej małej ojczyzny do Polski. Był członkiem Powiatowego Komisariatu Plebiscytowego w Lublińcu. Przewodniczył zarządowi Powiatowemu Kółek Rolniczych. Działał również w zarządzie Spółdzielni „Rolnik”. Pełnił funkcję prezesa Powiatowego Związku Gmin.
W 1935 roku został wybrany posłem do Sejmu Śląskiego z list prosanacyjnego Narodowo-Chrześcijańskiego Zjednoczenia Pracy. Jako najstarszemu posłowi przypadł mu zaszczyt otworzenia obrad. W Sejmie pracował w komisji rolnej. Uczestniczył we wszystkich posiedzeniach Sejmu Śląskiego

## Życie prywatne
Był synem Melchiora i Teresy z domu Stein. Miał dwóch synów: Jerzego i Józefa, który został księdzem.

## Ordery i odznaczenia
- Gwiazda Górnośląska (1930)[1]